# Зебровидный дасцилл
Зебровидный дасцилл (лат. Dascyllus aruanus) — вид морских рыб семейства помацентровые.

## Описание
Зебровидный дасцилл длиной 6,5 см. На высоком, белом теле имеются три широких чёрных поперечных полосы, проходящих от основания спинного плавника через голову к горлу, с середины спинного плавника к чёрным брюшным плавникам и от задней части спинного плавника к анальному плавнику. Хвостовой плавник белый. Вдоль органа боковой линии имеется от 15 до 19 чешуй.

## Распространение
Зебровидный дасцилл живёт в лагунах и прибрежных коралловых рифах в Красном море, в тропической Индо-Тихоокеанской области на север до южной Японии и к югу до Сиднея. Линия, условно проведённая от островов Лайн через Маркизские острова до архипелага Туамоту, образует восточную границу ареала.
Рыбы живут большими стаями в кораллах рода Acropora или меньшими группами на изолированных кораллах вне главного рифа. Они питаются зоопланктоном, мелкими донными беспозвоночными и водорослями.